# 안드레타
안드레타(이탈리아어: Andretta)는 이탈리아 캄파니아주 아벨리노도의 코무네다.